# Mesodorylaimus crassus
Mesodorylaimus crassus är en rundmaskart som först beskrevs av De Man 1884.  Mesodorylaimus crassus ingår i släktet Mesodorylaimus och familjen Dorylaimidae. Inga underarter finns listade i Catalogue of Life.